# Jenny Algelid
Jenny Algelid, née le 6 mars 1976 à Kungälv, est une coureuse cycliste suédoise qui a remporté en 2001 et 2002 le Tour de Nuremberg. Aux Championnats de Suède de cyclisme sur route, elle a remporté plusieurs fois le contre-la-montre. Aux Championnats d'Europe de cyclisme sur route 1997, elle a obtenu la médaille de bronze du contre-la-montre dans la catégorie des moins de 23 ans.

## Biographie
Jenny Algelid naît le 6 mars 1976 à Kungälv en Suède.

## Palmarès
- 1992[1]
  -  Championne de Suède du contre-la-montre juniors
  -  Championne de Suède du contre-la-montre par équipes juniors
- 1993
  -  Championne de Suède sur route juniors
  -  Championne de Suède du contre-la-montre juniors
- 1995
  -  Championne de Suède du contre-la-montre
- 1996
  - Championne de Scandinavie du contre-la-montre
  -  Championne de Suède du contre-la-montre
- 1997
  - Championne de Scandinavie du contre-la-montre
  -  Championne de Suède du contre-la-montre
  -  Médaillée de bronze au championnat d'Europe du contre-la-montre espoirs
- 1998
  - Championne de Scandinavie du contre-la-montre
  -  Championne de Suède du contre-la-montre
- 1999
  - Championne de Scandinavie du contre-la-montre
  -  Championne de Suède du contre-la-montre
- 2000
  - Championne de Scandinavie du contre-la-montre
  - 2e du Tour de Thuringe
  - 3e du championnat de Suède sur route
- 2001
  - 6e étape du Tour de Thuringe
  - Tour de Nuremberg
- 2002
  -  Championne de Suède du contre-la-montre
  -  Championne de Suède sur courte distance
  - Tour de Nuremberg
  - 3eb étape du Tour de Toscane féminin-Mémorial Michela Fanini
  - 2e du Tour de Thuringe
  - 2e du Tour de Berne